# Laotańczycy
Laotańczycy (laot. ລາວ, taj. ลาว, [laːw]) – naród azjatycki posługujący się językiem laotańskim z tajskiej grupy językowej, która jest z kolei częścią dajskiej rodziny językowej. 
Laotańczycy zamieszkują przede wszystkim Laos, gdzie ich społeczność liczy 3 miliony osób. Ponadto można ich spotkać w Kambodży, Tajlandii, USA oraz we Francji. Całą populację Laotańczyków szacuje się na 3 184 500. Są głównie buddystami.